# Luigi Pirelli
Luigi Pirelli (Varenna, 1º gennaio 1895 – Pitigliano, 14 agosto 1964) è stato un vescovo cattolico italiano.

## Biografia
Nato a Varenna il 1º gennaio 1895, intraprese la carriera ecclesiastica e venne ordinato sacerdote il 14 giugno 1918. Nominato vescovo di Andria il 26 febbraio 1952 da papa Pio XII, ricevette la consacrazione episcopale il 27 aprile dello stesso anno dal cardinale Adeodato Piazza.
Dimessosi dalla sede pugliese l'8 gennaio 1957, ricevette la sede titolare di Lisiade. Il 14 agosto 1963 fu nominato vescovo di Sovana-Pitigliano.
Prese parte alle prime due sessioni del Concilio Vaticano II.
Morì a Pitigliano il 14 agosto 1964.

## Genealogia episcopale
La genealogia episcopale è:
- Cardinale Scipione Rebiba
- Cardinale Giulio Antonio Santori
- Cardinale Girolamo Bernerio, O.P.
- Arcivescovo Galeazzo Sanvitale
- Cardinale Ludovico Ludovisi
- Cardinale Luigi Caetani
- Cardinale Ulderico Carpegna
- Cardinale Paluzzo Paluzzi Altieri degli Albertoni
- Papa Benedetto XIII
- Papa Benedetto XIV
- Cardinale Enrico Enriquez
- Arcivescovo Manuel Quintano Bonifaz
- Cardinale Buenaventura Córdoba Espinosa de la Cerda
- Cardinale Giuseppe Maria Doria Pamphilj
- Papa Pio VIII
- Papa Pio IX
- Cardinale Alessandro Franchi
- Cardinale Giovanni Simeoni
- Cardinale Antonio Agliardi
- Cardinale Basilio Pompilj
- Cardinale Adeodato Piazza, O.C.D.
- Vescovo Luigi Pirelli